# Grover Cleveland
Stephen Grover Cleveland, cunoscut mai ales ca Grover Cleveland, (n. 18 martie 1837, Caldwell⁠(d), New Jersey, SUA – d. 24 iunie 1908, Princeton, New Jersey, SUA) a fost cel de-al douăzeci și doilea (1885 - 1889) și cel de-al douăzeci și patrulea (1893 - 1897) președinte al Statelor Unite ale Americii și primul președinte care a servit în funcție în două mandate neconsecutive.
Cleveland a fost, de asemenea, singurul președinte american membru al Partidului Democrat ales într-o epocă marcată de dominarea politică incontestabilă a Partidului Republican, între 1860 și 1912. Criticii săi îi reproșează că a fost lipsit de imaginație și că a fost copleșit de problemele economice ale națiunii, mai ales în cel de-al doilea mandat al său. În 1896, Grover Cleveland a pierdut controlul propriului său partid în favoarea fracțiunilor care favorizau interesele agrare și promulgau argintul ca monedă de schimb.